# دويتشه بنك
دويتشه بنك أو البنك الألماني (بالألمانية: Deutsche Bank AG)‏ هو بنك متعدد الجنسيات يعمل على امتداد العالم وبلغ عدد موظفيه أكثر من 67 ألف شخص (في يناير 2007)، وقد حقق البنك في عام 2005 إيرادات قدرها 41.7 مليار يورو. يعود تاريخ إنشاء البنك إلى عام 1870. رئيسه التنفيذي ورئيس مجلس إداراته جوزيف أكيرمان، ويعتبر أديلبرت ديلبروك هو الأب الروحي للبنك الألماني.

## مقر البنك
يقع المقر الرئيسي للبنك في برجين توأمين في مدينة فرانكفورت في ألمانيا في حين يقع المقر الرئيسي لأكبر فروعه والمعروف باسم CIB التابع له في مدينة لندن.
يملك مركز دبي المالي العالمي %2.2 من رأسماله.